# Alessandra Pierelli
Alessandra Pierelli (Sezze, 28 settembre 1979) è una showgirl e attrice italiana.

## Biografia

### Gli esordi
Nasce a Sezze, nel 1979, cresce a Sabaudia (LT). Raggiunge la notorietà partecipando nel 2003 alla trasmissione di Maria De Filippi Uomini e donne, in onda su Canale 5, dove figurava fra le "corteggiatrici" del "tronista" Costantino Vitagliano, venendo da lui prescelta.

### Attività cinematografica e teatrale
Terminata la partecipazione a trasmissioni televisive, intraprende la carriera da attrice, recitando nelle opera teatrali, Camere da letto (2005), al fianco di Antonella Ponziani, Christian Marazziti e Fabrizio Sabatucci, Scanzonatissimo (2006), al Teatro Colosseo di Roma e, nel 2007, in Ben Venga al Teatro Piccolo Eliseo, con Gianfranco Butinar, e in Va tutto storto, con Fabio Ferrari.
Nel 2005 debutta al cinema con il film Troppo belli, regia di Ugo Fabrizio Giordani. L'anno successivo recita nel film, Il punto rosso, regia di Marco Carlucci, presentato fuori concorso alla Mostra del Cinema di Venezia ed uscito nelle sale nel maggio del 2007.
Nel 2006 debutta come attrice di fotoromanzi e conduce la trasmissione di Italia 1, On the road, insieme a Sara Tommasi, Ludmilla Radchenko e Carolina Marconi. Nello stesso anno partecipa alla quarta edizione, de L'isola dei famosi, venendo eliminata nel corso della sesta puntata con il 64% dei voti. Nel 2007 debutta nel musical di Patrick Rossi Gastaldi, Striptease che la condurrà in tournée anche nel 2008. Nel 2009 porta in tournée la commedia, già proposta in televisione, Ma che ne sai se non hai fatto il... Varietà.
Il 29 ottobre 2009 segna il suo esordio letterario con la pubblicazione del suo primo libro E ora viene il bello, un'autobiografia edita da Aliberti Editore.
Nell'agosto 2024, sotto lo pseudonimo di Alex-Pi, pubblica il suo primo singolo Perché sei tu (Vivi e lascia vivere).

## Vita privata
Il 16 novembre 2007 viene ricoverata d'urgenza per problemi post-operatori dopo un intervento di chirurgia plastica estetica. Nel 2009 descrive questa esperienza nel libro, pubblicato da Aliberti editore, E ora viene il bello - Il bisturi è l'inferno della bellezza.
Dopo la conclusione delle storie con i calciatori Giancarlo Pantano e Guglielmo Stendardo, si fidanza con il giocatore di poker professionista Fabrizio Baldassari, con il quale si è sposata il 14 febbraio 2011. La coppia ha due figli.

## Filmografia
- Troppo belli, regia di Ugo Fabrizio Giordani (2005)
- Distretto di Polizia – serie TV (2005)
- Il punto rosso, regia di Marco Carlucci (2006)
- Carabinieri – serie TV, episodio 5x18 (2006)

## Teatro
- Camere da letto, regia di Federico Vigorito (2005)
- Scanzonatissimo, regia di Carlo Nistri (2006)
- Ben Venga, regia di Federico Vigorito (2007)
- Va tutto storto, regia di Olivier Lejeune (2007)
- Striptease, regia di Patrick Rossi Gastaldi - Musical (2007-2008)
- Ma che ne sai se non hai fatto il... VARIETÀ (2009)
- Napoli in frac (2009)
- Nel blu dipinto di blu, regia di Claudio Insegno (2010)
- Nel cognome del padre, regia di Giovanni De Feudis (2010)

## Programmi TV
- Uomini e donne (2003-2004)
- Verissimo - La posta del cuore di Ale (2006)
- On the road (2006)
- L'isola dei famosi 4 (2006) Concorrente
- Carnevalia (2007)
- Ma che ne sai se non hai fatto il... Varietà (2008) con Diego Sanchez e il Mago MarK

### Altre esperienze
- Batticuore - Videoclip di Mitch e Squalo - Deejay di Radio 105 (2008)
- E ora viene il Bello - Libro-Biografia - pubblicato il 29 ottobre 2009 (2009)